# Unione Socialista Indipendente
L'Unione Socialista Indipendente (USI) è stato un partito politico italiano. Fu fondato in un congresso svoltosi a Milano il 28 e il 29 marzo 1953, per iniziativa di Aldo Cucchi e Valdo Magnani, usciti dal PCI il 27 gennaio 1951 e poi espulsi il 1º febbraio successivo, per le loro posizioni critiche sui legami tra il PCI e l'URSS. Veniva anche definita Magnacucchi in forma volgarizzata.

## Storia

### Rottura con il PCI
A Reggio Emilia dal 19 al 21 gennaio 1951 si svolse il VII congresso della Federazione Reggiana del Partito Comunista Italiano.
Segretario della Federazione era il deputato Valdo Magnani, stimato intellettuale e medaglia di bronzo ottenuta come antifascista combattente durante la guerra di liberazione in Jugoslavia.
L'onorevole Magnani, dopo aver svolto la sua relazione in qualità di segretario, chiese la parola per illustrare, a titolo personale, un documento nel quale rifiutava la tesi secondo cui l'ingresso dell'Armata Rossa sovietica oltre i confini italiani "senza che noi siamo attaccati da altri, rappresenti una possibile via di avanzata per il movimento operaio in Italia". Ed aggiungeva che:
La posizione politica che venne espressa da Magnani a favore di "una concezione della rivoluzione democratica dei lavoratori che riconosce - nel quadro della solidarietà internazionale delle forze socialiste - le vie originali, in questo periodo storico, della classe operaia per realizzare l'unità nazionale e il socialismo nell'eguaglianza tra le nazioni", suscitò quasi subito una risposta repressiva dei dirigenti stalinisti del PCI, e ciò costrinse Valdo Magnani a dimettersi dal Partito Comunista.
Anche Aldo Cucchi, deputato del PCI e medaglia d'oro per la sua attività di comandante e combattente antifascista durante la resistenza, quando venne a conoscenza che il documento di Magnani, nel quale si "chiedeva di aver fiducia nei lavoratori italiani come artefici della rivoluzione socialista in Italia", era stato respinto senza alcuna democratica discussione, condividendo la linea politica espressa in tale mozione, rassegnò le dimissioni dal partito.
La risposta della dirigenza del PCI fu quella di non accogliere le dimissioni e di espellere i due deputati con durissime accuse denigratorie, e con affermazioni quali: “spregevole traditore” e “provocatore agente del nemico”.
Il segretario nazionale del PCI, l'on. Palmiro Togliatti, rilasciò una dichiarazione ai giornali nella quale affermò: “anche nella criniera di un nobile cavallo possono esservi due pidocchi”.
Furono assai pochi tra gli iscritti al PCI quelli che si associarono alle scelte di Valdo Magnani e Aldo Cucchi, anche perché l'apparato del partito anziché entrare nel merito delle opinioni politiche, pose tutto sul piano personale e di una dura intimidazione, e usò spregevolmente il termine “Magnacucchi”.
Anche i comportamenti degli organi del Partito Socialista Italiano – che allora era legato al PCI da un patto di unità d'azione che ruppe solo alla fine del 1956 – furono assai simili a quelli dei dirigenti comunisti.

### Nascita del MLI
Di fronte a tale situazione Magnani e Cucchi costituirono un “Comitato d'azione per l'unità e l'indipendenza del movimento operaio in Italia”.
Nel maggio 1951, in un incontro svoltosi a Roma tra i due ex esponenti comunisti con altri provenienti da correnti socialiste o azioniste – come: Lucio Libertini, Giuliano Pischel, Vera Lombardi e Vito Scarongella – si concordò di operare per realizzare “l'unificazione di tutti i socialisti sulla base dell'autonomia sia dai partiti borghesi sia dai comunisti”, e a tal fine si costituì il Movimento Lavoratori Italiani (MLI), che non voleva essere un nuovo partito ma soprattutto un centro di coordinamento e iniziativa a livello nazionale. Inoltre dal 16 giugno 1951 si iniziò a pubblicare il settimanale Risorgimento socialista.
Mentre organizzativamente si incominciarono a costituire dei comitati nei principali centri italiani, e a Rovigo si formò la Federazione Socialista Autonoma G. Matteotti e si stabilirono legami di solidarietà con componenti della sinistra europea, le posizioni politiche del MLI furono di opposizione al governo di centro destra, per una politica estera di indipendenza sia di fronte alla Russia sia di fronte all'America, e si ribadiva che il capitalismo di stato sovietico non poteva essere scambiato con un regime socialista.

### Nascita dell'USI
Affinando i propri obiettivi, nel 1952 il MLI propose al PSI e ai socialdemocratici del PSDI, la formazione di liste socialiste unitarie autonome, ma i due partiti preferirono rispettivamente l'alleanza con i comunisti e con i democristiani.
Di fronte a tali chiusure il MLI, assieme ad una frazione della sinistra del PSDI e ad autonomisti espulsi dal PSI, nel corso di un congresso svoltosi a Milano il 28-29 marzo 1953 – al quale parteciparono come osservatori/alleati anche i socialisti-cristiani capeggiati dall'onorevole Gerardo Bruni – si costituì l’Unione Socialista Indipendente (USI), che come compito immediato si pose la partecipazione alla lotta elettorale del 7 giugno, anche per sconfiggere quella legge che fu definita “la legge truffa”, una legge premio che venne battuta dai risultati elettorali.
Nel nuovo partito confluirono, quindi:
- il Movimento dei Lavoratori Italiani (MLI), costituito nel giugno 1951 da Cucchi e Magnani;
- socialisti autonomisti, come Giuseppe Garetto e Giuseppe Pera, separatisi dal PSI nel gennaio 1953;
- ex esponenti del PSLI, come Carlo Andreoni e Lucio Libertini, e del PSU;
- dirigenti del Gruppo Socialisti Cristiani, come Gerardo Bruni, già segretario del Partito Cristiano Sociale;
- ex militanti del Partito d'Azione, come Mario Giovana e Giulio Pischel.

Alle elezioni politiche del 7 giugno 1953 ottenne circa 225 000 voti alla Camera (pari allo 0,8%), senza conseguire seggi. Quindi le liste del socialismo indipendente, nonostante la povertà di mezzi ed una organizzazione embrionale, riuscirono ad essere presenti in 22 circoscrizioni su 31, con risultati superiori al 1% in 14 circoscrizioni su 22 (i risultati migliori nelle province di Trento con il 1,71% e di Ferrara con il 1,68%).
Successivamente l'USI aprì un'azione politica con l'obiettivo di un incontro tra tutti i socialisti per chiedere ai governi del paese un'apertura a sinistra.

### Ricongiungimento con il PSI
La nuova fase proseguì fino al memorabile anno 1956: quello del XX congresso del Partito Comunista Sovietico e del Rapporto Kruscev sui crimini di Stalin, e poi dei fatti di Polonia e della invasione dell'Ungheria da parte dell'Armata Rossa.
Nel 1956, specie da parte delle forze autonomiste esistenti all'interno del PSI, si superarono sia pure con difficoltà vecchi steccati e pregiudizi stalinisti, e Valdo Magnani e altri dirigenti dell'USI divennero interlocutori di un dibattito sempre più aperto, e in varie parti d'Italia vi furono anche delle alleanze elettorali in occasione delle elezioni amministrative di quell'anno.
Diverso fu l'orientamento di Aldo Cucchi che scelse, anche se formalmente con pochi sostenitori, l'alleanza con il PSDI.
Lo svolgimento degli avvenimenti e il cambiamento delle posizioni politiche del PSI tra il 1956 e l'inizio del 1957, portarono di fatto al superamento di gran parte delle ragioni ideali che erano state alle radici della costituzione dell'USI.
Il 3 febbraio 1957, il 2º congresso dell'USI deliberò lo scioglimento del partito e la confluenza nel PSI, che avvenne il 24 marzo, mentre già nel 1956 Aldo Cucchi aveva aderito al PSDI.
Il 29 marzo 1957 Risorgimento socialista chiudeva la pubblicazione, mentre, sulla base di precisi riconoscimenti e di un accordo sottoscritto a livello nazionale, gli iscritti all'USI confluivano nel PSI.
Nel 1961 Valdo Magnani, ritenendo superati i motivi della sua secessione del 1951, chiese di essere riammesso nel PCI, che accolse la sua richiesta nel 1962.